# Cleistes tamboana
Cleistes tamboana là một loài thực vật có hoa trong họ Lan. Loài này được Dodson & Carnevali mô tả khoa học đầu tiên năm 1997.